# ساینتیفیک آتلانتا
ساینتیفیک آتلانتا (انگلیسی: Scientific Atlanta) شرکت فناوری اطلاعات آمریکایی است، که در سال ۱۹۵۱ تأسیس شد.